# Lingiyadih
Lingiyadih è una suddivisione dell'India, classificata come census town, di 15.769 abitanti, situata nel distretto di Bilaspur, nello stato federato del Chhattisgarh. In base al numero di abitanti la città rientra nella classe IV (da 10.000 a 19.999 persone).

## Geografia fisica
La città è situata a 22° 04' 55 N e 82° 10' 48 E.

## Società

### Evoluzione demografica
Al censimento del 2001 la popolazione di Lingiyadih assommava a 15.769 persone, delle quali 8.042 maschi e 7.727 femmine. I bambini di età inferiore o uguale ai sei anni assommavano a 2.525, dei quali 1.273 maschi e 1.252 femmine. Infine, coloro che erano in grado di saper almeno leggere e scrivere erano 10.254, dei quali 5.876 maschi e 4.378 femmine.